# Vicia megalotropis
Vicia megalotropis är en ärtväxtart som beskrevs av Carl Friedrich von Ledebour. Vicia megalotropis ingår i släktet vickrar, och familjen ärtväxter. Inga underarter finns listade i Catalogue of Life.